# Desmodium hannii
Desmodium hannii är en ärtväxtart som beskrevs av Anton Karl Schindler. Desmodium hannii ingår i släktet Desmodium och familjen ärtväxter. Inga underarter finns listade i Catalogue of Life.